# Тюрк, Гарри
Гарри Тюрк (нем. Harry Thürk) (настоящее имя Лотар Рудольф Тюрк, родился 8 марта 1927 года в Цюльце, Верхняя Силезия, сейчас Польша; умер 24 ноября 2005 года в Веймаре, Тюрингия) — немецкий писатель. Он был одним из самых читаемых авторов в ГДР.

## Биография
В 1934 году он переехал со своей семьёй в Нойштадт / Верхняя Силезия. После посещения начальной школы имени Альберта Лео Шлагетера (1934-40) и торгового училища в Нойштадте (1940-42) в Верхней Силезии Тюрк был рабочим Германской имперской железной дороги. В 1944 году был призван в армию, служил в парашютно-танковом корпусе «Герман Геринг». Был награждён Железным крестом. После войны Тюрк вернулся с фронта на родину. Но так как Верхняя Силезия была передана Польше, Тюрк, как и все немцы, вынужден был бежать на запад и нашёл свою вторую родину в Веймаре, Тюрингия.
С 1946 по 1948 годы Тюрк был функционером Союза свободной немецкой молодёжи (аналог советского комсомола), и вступил в СЕПГ. После нескольких случайных работ Тюрк стал журналистом, работал для различных газет. С начала 1950-х он стал репортёром на Дальнем Востоке. В этом качестве он побывал в Корее и во Вьетнаме во время войны. Во Вьетнаме в ходе налёта американской авиации он был отравлен гербицидом Агент «оранж», что сильно повредило его здоровью.
С 1956 по 1958 год Тюрк работал в восточногерманском издательстве литературы на иностранных языках и был консультантом китайского иллюстрированного журнала «China Pictorial» в Пекине. По окончании своих последующих репортёрских путешествий по Юго-Восточной Азии в 1964—1980 годах (Тюрк освещал события в Лаосе, Камбодже, Вьетнаме, Корее, Китае), Тюрк вернулся в Веймар. Там он с 1971 по 1983 год был председателем районной организации Союза писателей в Эрфурте. В 1974 году Тюрк женился на Ренате Штумпф. В 1995 году Тюрк вышел из ПЕН-центра Германии (Восток).

## Творчество
Со своей вышедшей в конце 2004 года, за год до смерти, публицистической книгой «Место встречи — правда» Тюрк в общей сложности опубликовал 60 книг (романы, документальные книги, репортажи, детективы, детские книги, и т. д.) и написал 15 киносценариев. Его роман «Серое дыхание дракона» стал основой фильма, снятого восточногерманской киностудией DEFA в 1979 году. Сюжеты и захватывающий стиль повествования Тюрка сделали его особенно популярным в ГДР — с общим тиражом 9 миллионов экземпляров на 13 языках (три миллиона только в одной Германии) Тюрк был одним из самых читаемых и самых популярных послевоенных немецких авторов. На Западе, однако, он оставался в значительной степени неизвестным.
К его самым известным произведениям относятся антивоенный роман «Час мертвых глаз», романы «Амок» и «Фигляр» и документальная книга «Пёрл-Харбор». Действие большинства его романов и документальных книг происходит либо в Юго-Восточной Азии (во время борьбы против колониального господства), где Тюрк проживал в течение многих лет, либо в его родной Верхней Силезии (незадолго до или во время Второй мировой войны). В последние годы жизни Тюрк также поднимал темы актуальных политических процессов в объединённой Германии и в Европейском Союзе.
В своём творчестве он активно пользовался своим опытом четырёх войн и журналистской деятельности в различных кризисных районах и критиковал социальные и политические аспекты современности. Его сильной стороной всегда было то, что он умел захватывающе описывать политический и исторический контекст и талантливо рассказывать истории. Сам Тюрк говорил о себе, что он не писатель, а рассказчик: «Пример для меня — это рассказчик на восточном базаре. Если его рассказы хороши, то целая куча людей сидит вокруг него. Если он плох, то его не слушают. Я хочу развлекать».
Тюрк всегда был спорным писателем. В то время как журнал «Дер Шпигель» обвинял его в «пубертатной напыщенности и политическом пафосе» и называл его — из-за сексуальных сцен в романах — «Конзаликом Востока», восточногерманская газета «Нойес Дойчланд» отмечала его «безошибочное чувство реальности» и называла его одним из лучших писателей своего жанра. Под огонь критики западной прессы Тюрк попал, в основном, из-за своего романа «Der Gaukler» (что можно перевести как «Фигляр», «Шут» или «Фокусник»). В нём Тюрк критиковал советских диссидентов и якобы изобразил Александра Солженицына как марионетку ЦРУ. Сам Тюрк всегда отрицал, что его антигерой Ветров писался с Солженицына, утверждая, что это собирательный образ, и что к написанию романа его подтолкнул случай, когда в Москве к нему, приняв его за западного немца, в гостинице прицепился какой-то человек с просьбой передать его рукопись на Запад.
Но и с властями ГДР у Тюрка были трудности при публикации нескольких романов. Его антивоенный бестселлер «Час мертвых глаз» (1957), где в сильно автобиографической манере описывается борьба немецких десантников с Красной армией в Восточной Пруссии в конце 1944 года, вызвал в ГДР обвинения со стороны руководства коммунистического союза писателей в якобы «приукрашивании и умалении преступлений» нацистского Вермахта. Первое издание романа было конфисковано, самого Тюрка подвергли жёсткой критике, и даже после того, как ввиду большого успеха чешского перевода книги, она была переиздана в ГДР, Тюрка заставили снять его посвящение своим погибшим однополчанам как якобы «обеляющее нацистских убийц». Посвящение было восстановлено автором лишь после объединения Германии, в издании 1994 года. После вмешательства советских органов не был реализован и проект фильма «Дом в огне» по роману, который собиралась снимать восточногерманская киностудия ДЕФА (сценарий был написан Тюрком в сотрудничестве с режиссёром Гербертом Бальманом, который и должен был делать фильм). Тюрка обвиняли в том, что он якобы в своей жёсткой манере подражал американским авторам. Видимо, основной причиной было то, что роман, будучи несомненно антивоенным и антинацистским, не был в достаточной степени прокоммунистическим. Например, положительному герою книги, советскому комиссару Варакину, даже в конце войны не удаётся убедить немецких солдат сдаться, и чувство солдатского товарищества в Вермахте в книге было показано слишком уж привлекательно на взгляд коммунистического истеблишмента.
Публикация трилогии «Тайфун», действие которой происходит в период с Гражданской войны в Китае до Культурной революции и описывает попытки разведки США повлиять на политическое развитие Китайской Народной Республики, было отложено до 1988 года из-за такого отрицательного описания строительства китайского социализма, что было нежелательным в момент нормализации отношений между СССР и КНР. Другие книги, в том числе документальные работы «Рис и кровь». «Мидуэй», «Великий поход» и роман «Лето мертвых снов», а также детективная серия о частном сыщике Лим Токе из Гонконга, вышли уже только после объединения Германии.
В документальных книгах, особенно посвящённых событиям в Юго-Восточной Азии, Тюрк, как правило, писал в соответствии с принятой в ГДР линией освещения событий, в достаточно «черно-белой» манере. Вьетнамцы из Вьетминя и Вьетконга у него обычно идеализированы, их противники — французы (в «Дьенбьенфу») и американцы — показаны негативно, как и «сайгонские марионетки». Однако уже из-за того, что у восточных немцев не было доступа к американским, французским и другим западным источникам, книги Тюрка снабжали их желанной информацией, чему способствовал и лёгкий, удобочитаемый стиль Тюрка. В т. н. «романы на документальной основе» Тюрк обычно наряду с реальными людьми включал нескольких вымышленных персонажей, глазами которых читатель мог видеть события, что создавало эффект присутствия.
В публицистических книгах, написанных уже после объединения Германии, Тюрк часто критиковал процессы, происходящие в объединённой стране. Однако он подвергал критике и прошлое ГДР, и, в частности, её отношения с СССР, которые он считал неравноправными. Тюрк упоминал о том, что СССР бесплатно пользовался урановыми приисками в Тюрингии («Висмут»), что в России до сих пор хранятся вывезенные из Германии после войны произведения искусства и т. д. Тюрк, всегда оставаясь человеком левых убеждений, был больше патриотом государства ГДР, нежели просто сторонником коммунистической идеологии. Но и в ГДР, и в объединённой Германии он все равно был инакомыслящим, нестандартно мыслящим человеком.
Премии
- В 1964 и 1977 годах — Национальная премия ГДР
- В 1968 — 1-е место на Международном кинофестивале стран Азиатско-Тихоокеанского региона
- В 1971 и 1980 годах — премия имени Теодора Кёрнера (ГДР)

В СССР Гарри Тюрк был известен, прежде всего, своими документальными книгами о Второй мировой войне на Тихом океане. Книга «Пёрл-Харбор. История внезапного нападения» была издана в СССР в 1969 году под названием «Тора-тора-тора!». (В 2003 году она была переиздана в России издательством «Терра» в сборнике в серии «Секретные миссии» — это единственное издание книги Гарри Тюрка в постсоветское время в книжном виде). В 1973 году вышел сокращённый русский перевод книги Тюрка «Сингапур. Падение цитадели» (позже не переиздавалась). В 1981 году в журнале «Мир приключений» был опубликован также небольшой роман Тюрка «Тигр из Шангри-Ла» о действиях американских коммандос в Лаосе во время Вьетнамской войны. Также переводились романы «Смерть и дождь» и «Дыхание серое дракона»
Интересно, что антивоенный роман «Час мертвых глаз» в СССР не публиковался. Его перевод на русский язык появился уже в 2000-х годах и лишь в электронном виде, как и его документальные книги «Бирма», «Дьенбьенфу», «Мидуэй» и «Иводзима».
Книги Тюрка переводились также на польский, чешский, словацкий, румынский, латышский, эстонский, литовский, венгерский и другие языки. В Западной Германии до объединения вышла лишь одна книга Тюрка — «Час мертвых глаз», опубликованная небольшим тиражом в одном «левом» издательстве.
Больше о Гарри Тюрке, его биографии и творчестве, можно узнать на Форуме Гарри Тюрка, созданном немецким студентом и поклонником Тюрка Ханьо Хаманном: http://www.harrythuerk.de/
Книги Гарри Тюрка
Репортажи/Документальные книги:
- Pearl Harbor — Die Geschichte eines Überfalls, Deutscher Militärverlag, 1965 — русский перевод «Тора-тора-тора!»
- Singapore — Der Fall einer Bastion, Deutscher Militärverlag, 1970 — русский перевод «Сингапур. Падение цитадели»
- Indonesien ’65 — Anatomie eines Putsches (Co-Produktion mit Diethelm Weidemann), Militärverlag der DDR, 1975
- Straße zur Hölle, Militärverlag der DDR, 1976
- Nachts weint die Sampaguita — Kampf und Niederlage der Huk auf den Philippinen, Militärverlag der DDR, 1980 — русский перевод «По ночам плачет сампагита. Борьба и поражение хуков на Филиппинах»
- Saigon — Über das Ende des amerikanischen Krieges in Indochina, Militärverlag der DDR, 1985
- Dien Bien Phu, Militärverlag der DDR, 1988 — русский перевод «Дьенбьенфу. Сражение, завершившее колониальную войну»
- Der Reis und das Blut — Kambodscha unter Pol Pot, Brandenburgisches Verlagshaus 1990
- Midway — Die Wende des Pazifik-Krieges 1942, Brandenburgisches Verlagshaus 1991 — русский перевод «Мидуэй. Перелом в войне на Тихом океане, 1942»
- Hölle Burma — Ein fast vergessener Kriegsschauplatz, Brandenburgisches Verlagshaus, 1995 — русский перевод «Бирма. Ад полузабытой войны»
- Iwo Jima, Insel ohne Wiederkehr — Der Sprung nach Japan, Brandenburgisches Verlagshaus 1996 — русский перевод «Иводзима. Остров без возврата. Прыжок к Японии».
- Der lange Marsch — Mao Tse-tungs Weg zur Macht, Brandenburgisches Verlagshaus 1998

Романы:
- Die Herren des Salzes, Volksverlag Weimar, 1956
- Die Stunde der toten Augen, Verlag Das Neue Berlin, 1957 — русский перевод «Час мертвых глаз»
- Der Narr und das schwarzhaarige Mädchen, Volksverlag Weimar, 1958
- Das Tal der sieben Monde, Gelbe Reihe 1960
- Verdorrter Jasmin, Volksverlag Weimar, 1961
- Der Wind stirbt vor dem Dschungel, Verlag Das Neue Berlin, 1961
- Lotos auf brennenden Teichen, Verlag Das Neue Berlin, 1962
- Die weißen Feuer von Hongkong, Verlag Das Neue Berlin, 1964
- Der Tod und der Regen, Verlag Das Neue Berlin, 1967 — русский перевод «Смерть и дождь»
- Der Tiger von Shangri La, Verlag Das Neue Berlin, 1970 — русский перевод «Тигр из Шангри-Ла»
- Amok, Verlag Das Neue Berlin, 1974
- Der Gaukler, Verlag Das Neue Berlin, 1978
- Des Drachens grauer Atem, Verlag Das Neue Berlin, 1979 — русский перевод «Дыхание серое дракона»
- Der schwarze Monsun, Verlag Das Neue Berlin, 1986
- Operation Mekong, Verlag Das Neue Berlin, 1988
- Taifun (3 Bde.), Mitteldeutscher Verlag, 1988
- Sommer der toten Träume, Mitteldeutscher Verlag, 1993
- Piratenspiele, Mitteldeutscher Verlag, 1995

Рассказы:
- Nacht und Morgen, Thüringer Volksverlag, 1950
- Treffpunkt Große Freiheit, Thüringer Volksverlag, 1954
- Goldener Traum Jugend, Spotless-Verlag, 1996
- Auch überm Jangtse ist Himmel, Verlag Das Neue Berlin, 2001

Книги для детей:
- Fahrten und Abenteuer von Pitt und Ursula, Knabe Verlag Weimar, 1955/56
- Su-su von der Himmelsbrücke, Knabe Verlag Weimar, 1960

Сценарии к кинофильмам и телефильмам:
- Irrläufer (Телефильм, 1985)
- Radiokiller (Телефильм, 1980)
- Die blonde Geisha (Телефильм, 1979)
- Die Istanbul-Masche (Телефильм, 1971)
- Pygmalion XII (Телефильм, 1971)
- Angebot aus Schenectady (Телефильм, 1971)
- Kein Mann für Camp Detrick (Телефильм, 1970)
- Rendezvous mit unbekannt (Телесериал, 1969)
- Die gefrorenen Blitze (Кинофильм, 1967)
- Das Tal der sieben Monde (Кинофильм, 1966)
- For Eyes Only (Кинофильм, 1963)

## Экранизации
- 1979 — Серое дыхание дракона — ГДР/СССР, по одноимённому роману.